# Kate Manx
Kate Manx foi uma atriz estadunidense nascida em 19 de outubro de 1930. Foi casada com o diretor Leslie Stevens, com quem teve um filho. Morreu vítima de suicídio em 15 de novembro de 1964.

## Filmografia
- Private Property (1960)
- Hero's Island (1962)